# Паж (элемент гардероба)
Паж — элемент дамского гардероба в XVIII—XIX веках.
При помощи пажа приподнимался и закреплялся подол или шлейф платья, чтобы он не волочился по земле. От пажей шли шнурки или цепочки, которые в свою очередь крепились в районе талии. Пажи получили свое распространение тогда, когда длинные юбки еще были неотъемлемой частью женского костюма, а слуги, придерживавшие дамские шлейфы, уже стали уходить в прошлое.
Пажи могли быть простыми, и тогда они не выставлялись напоказ, а прятались в складках юбки. В других случаях, наоборот, могли быть декоративными и нарядными и становились полноправным элементом костюма. На другом конце цепочки или шнурка мог быть крючок, с помощью которого паж прицеплялся за пояс.
Пажи применялись в быту представителями разных сословий.
Пажи представлены, в частности, в коллекции Государственного исторического музея (Москва).

## В литературе
- В повести Николая Лескова «Смех и горе» (1871): «…Вдоль стены в ряд на стульях сидели… разнокалиберные просительницы…; из угла в угол по зале… бегали взад и вперед курносая барышня-просительница в венгерских сапожках и сером платьице, подобранном на пажи, с молодым гусаром в венгерке с золотыми шнурками».
- В романе Ивана Шмелёва «Пути небесные»: «Дaринькa надела синее шерстяное, „воскресное“, подхватила подол несносным „пaжем“, незажимающим, увидала, как задрано, белую юбку видно, опустила и в изнеможении упала в кресло»…